# SN 2007kx
SN 2007kx – supernowa typu Ia odkryta 22 września 2007 roku w galaktyce A001342+0039. W momencie odkrycia miała maksymalną jasność 20,80m.